# Felipe Camaño
Luis Felipe Ignacio Camaño Cárdenas (Yungay, 21 de agosto de 1991) es un arquitecto y político chileno. Desde marzo de 2022 ejerce como diputado por el distrito N°19 de la Región de Ñuble.

## Biografía
Hijo de Juan Luis Camaño Ulloa y de Patricia Eugenia Cárdenas Sandoval.
Realizó sus estudios primarios y secundarios en el Colegio Cholguán de la comuna de Yungay. Posteriormente se tituló de Arquitecto en la Universidad San Sebastián, sede Concepción, en 2017.
Inició su carrera pública como dirigente del gremio turístico de Yungay. En el año 2020, asume como el primer presidente de la Cámara de Turismo, Cultura, Fomento y Reciclaje de Yungay A.G., cargo al que renunció el 20 de noviembre de 2021.
En 2021 se presentó como candidato a diputado por el distrito N°19, correspondiente a la comuna de Bulnes, Cobquecura, Coelemu, Ñiquén, Portezuelo, Quillón, Quirihue, Ninhue, Ránquil, San Carlos, San Fabián, San Nicolás, Treguaco, Chillán, Chillán Viejo, Coihueco, El Carmen, Pemuco, Pinto, San Ignacio y Yungay. Se presentó como independiente en un cupo del Partido Demócrata Cristiano bajo la lista Nuevo Pacto Social. Fue elegido con 8.127 votos correspondientes a un 4,83% del total de sufragios válidamente emitidos, siendo el único diputado electo del distrito que no pertenecía a un partido de derecha. Asumió el 11 de marzo de 2022.

## Historial electoral

### Elecciones parlamentarias de 2021
- Elecciones parlamentarias de 2021 a Diputado por el distrito 19 (Bulnes, Cobquecura, Coelemu, Ñiquén, Portezuelo, Quillón, Quirihue, Ninhue, Ránquil, San Carlos, San Fabián, San Nicolás, Treguaco, Chillán, Chillán Viejo, Coihueco, El Carmen, Pemuco, Pinto, San Ignacio y Yungay).[3]

| Candidato                      | Pacto                   | Partido | Votos  | %     | Resultado |
| ------------------------------ | ----------------------- | ------- | ------ | ----- | --------- |
| Cristóbal Martínez Ramírez     | Chile Podemos Más       | UDI     | 29 957 | 17.80 | Diputado  |
| Frank Sauerbaum Muñoz          | Chile Podemos Más       | RN      | 15 566 | 9.25  | Diputado  |
| Marta Bravo Salinas            | Chile Podemos Más       | UDI     | 11 266 | 6.69  | Diputada  |
| María Consuelo Villaseñor Soto | Dignidad Ahora          | IND-PH  | 8578   | 5.10  |           |
| Felipe Camaño Cárdenas         | Nuevo Pacto Social      | IND-PDC | 8106   | 4.82  | Diputado  |
| Cristian Ortiz Rubio           | Nuevo Pacto Social      | PR      | 7274   | 4.32  |           |
| Patricia Rubio Escobar         | Nuevo Pacto Social      | PPD     | 5374   | 3.19  |           |
| Sara Concha Smith              | Frente Social Cristiano | PCC     | 5303   | 3.15  | Diputada  |
| Claudia Tapia Saavedra         | Partido de la Gente     | PDG     | 5296   | 3.15  |           |
| Freddy Blanc Sperberg          | Frente Social Cristiano | PRCh    | 5042   | 3.00  |           |